# Верх-Неня
Верх-Неня́ (рос. Верх-Неня) — село у складі Єльцовського району Алтайського краю, Росія. Адміністративний центр Верх-Ненинської сільської ради.

## Населення
Населення — 258 осіб (2010; 373 у 2002).
Національний склад (станом на 2002 рік):
- росіяни — 94 %